# Ellary White
Ellary White (3 settembre 1991) è un ex calciatore montserratiano, di ruolo difensore.